# Henri Suttorp
C.H. (Henri) Suttorp (Vlaardingen, 28 augustus 1944 – Nederweert, 9 maart 2006) was een Nederlands politicus van D66.
Na zijn studie aan het Hoger Planologisch Onderwijs begon hij in 1968 te werken als beleidsmedewerker ruimtelijke ordening bij het Landbouwschap Zuid-Holland. Vanaf 1974 was hij 15 jaar werkzaam in Rotterdam. Eerst als beleidsmedewerker bij de Rotterdamse deelgemeente Hoogvliet, vanaf 1978 als secretaris van de deelgemeente Rotterdam-Noord en vanaf 1981 als chef van het stafbureau Directie Gemeentewerken Rotterdam. Vervolgens was Suttorp in de periode van 1982 tot 1989 weer secretaris van een deelgemeente en wel van Charlois. Hierop was hij drie jaar sectorhoofd en plaatsvervangend gemeentesecretaris van de gemeente Hellevoetsluis. Daarna vertrok haar naar Limburg waar hij gemeentesecretaris van Kerkrade werd.
In juni 1995 werd Suttorp burgemeester van Nederweert als opvolger van Fons Jacobs die burgemeester van Brunssum was geworden. In september 2002 bleek hij ziek te zijn waarna hij meerdere keren tijdelijk zijn ambt neerlegde. Nadat hij in maart 2005 wederom tijdelijk zijn ambt had neergelegd ging hij in december 2005 vervroegd met pensioen. Bij deze gelegenheid ontving hij de Erepenning van de gemeente Nederweert. Op zijn sterfbed bekeerde Henri zich van het protestantisme tot het katholicisme. Suttorp overleed op 9 maart 2006.